# Dogge Doggelito

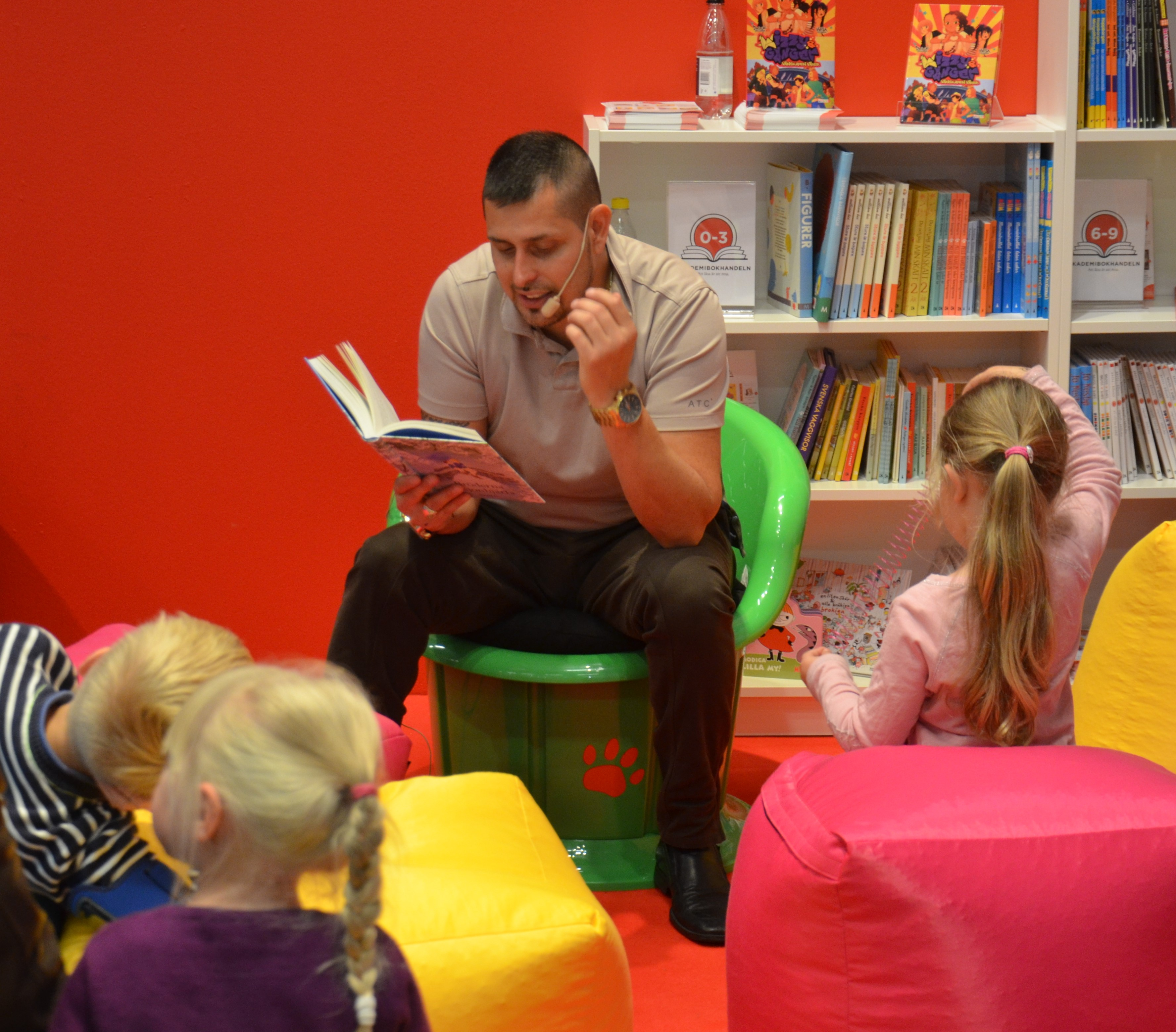
Dogge Doggelito läser på Bokmässan i Göteborg 2014

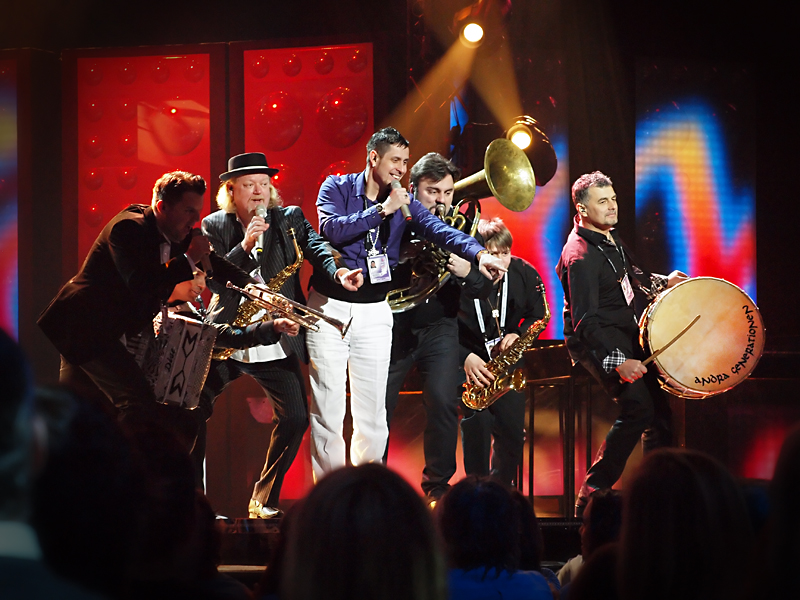
Dogge med Andra Generationen under Melodifestivalen 2010.

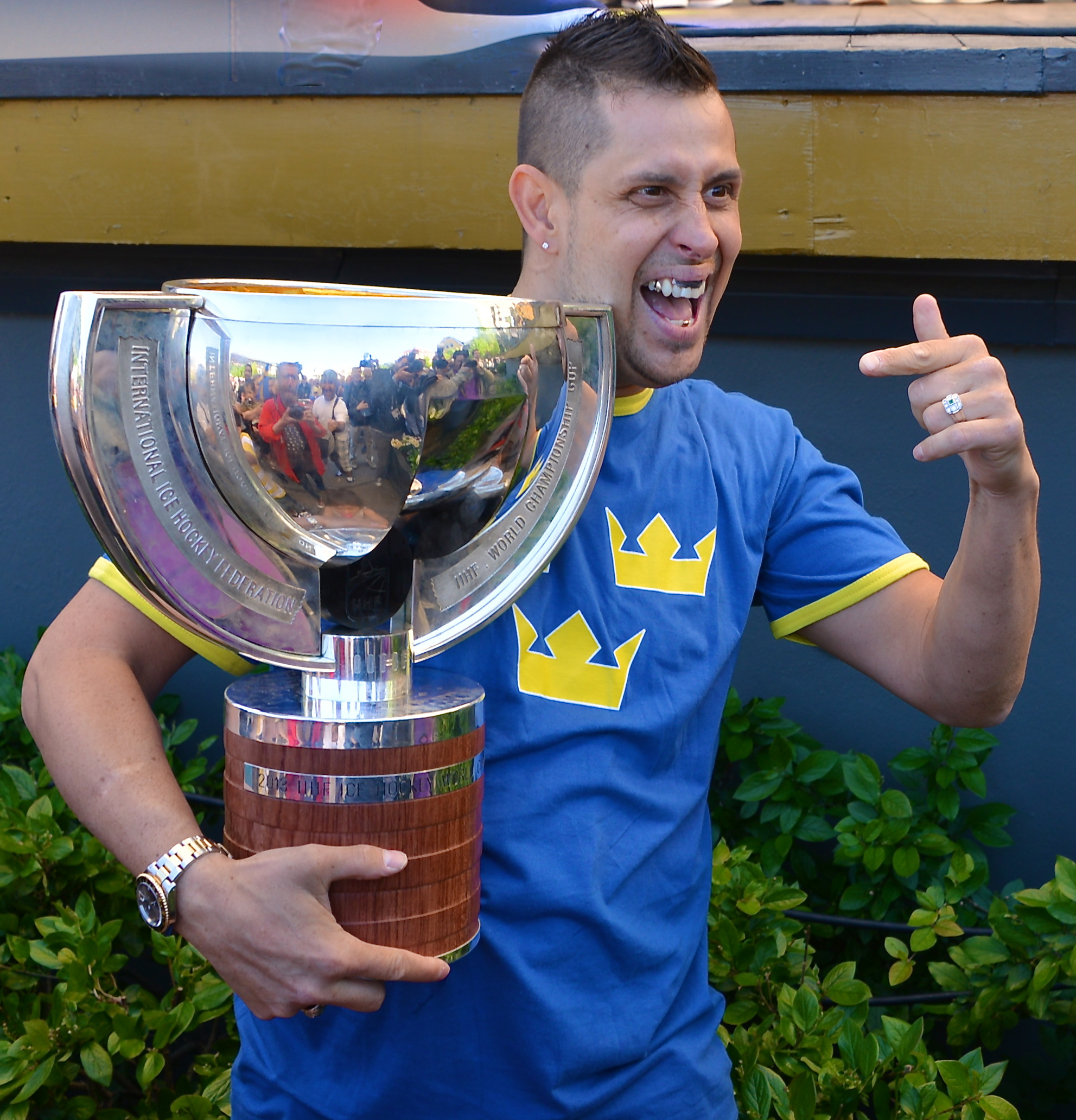
Dogge Doggelito lyfter VM-bucklan i Kungsträdgården i Stockholm den 20 maj efter segern i hockey-VM 2013.

Douglas Jonathan Alexander Leon, känd under artistnamnet Dogge Doggelito, född 24 juli 1975 i Botkyrka församling, Stockholms län, är en svensk musiker, skådespelare samt tidigare medlem och frontfigur i hip-hopgruppen The Latin Kings.

## Biografi
Dogge Doggelito, som har en venezuelansk far och en svensk mor, växte upp i Alby i Norra Botkyrka. Hans morfar var arkitekten Yngve Östborn. Han är äldre bror till Daphne Léon och äldre kusin till reggaeton-artisten El Primo.
Han studerade vid Botvidsgymnasiet. Efter det påbörjade han militärtjänstgöring vid Ing1 i Södertälje men fullföljde inte värnplikten.
Som ung tränade Dogge boxning med Muhammad Ali som idol, samt hade också Los Angeles-gänget Florencia 13 som idoler. På en reportageresa för SVT:s granskningsprogram Striptease 1993 fick han möta medlemmarna på plats och se vapnen de använde och höra om våldet och dödandet av unga i hans egen ålder.
Doggelito är kristen och religionen är en viktig del av hans liv och verksamhet. År 2013 inledde han studier i teologi vid Teologiska högskolan i Stockholm med inriktning präst i Svenska kyrkan, men utan ambitioner att själv bli präst.
Doggelito har tidigare kallat sig kommunist, och röstade i valen 2006 och 2014 på Kommunistiska partiet. Numera kallar han sig istället för humanist.

## Yrkesliv

### Musik
Förutom The Latin Kings har han bedrivit diverse andra musikprojekt. Hans texter handlar ofta om samhällsproblem ur vardagslivsperspektiv, som till exempel rasism och arbetslöshet.
I mitten av 1990-talet var han förgrundsfigur tillsammans med Mikael Alonzo, Alexandra Pascalidou och Joakim Wohlfeil i den svenska delen av Europarådets antirasismkampanj "Alla olika, alla lika", i Sverige också känt som "Ungdom mot rasism".
Doggelitos fru avled i cancer 2004, vilket han berättade om i Livet blir bättre.
Den 28 november 2007 gav han ut soloalbumet Superclasico med bland annat hiten Rör på göten vars musikvideo spelades in på Kuba. Detta ledde till ett medverkan i SVT:s Debatt där Kuba debatterades inför landets presidentval 2008.
I Melodifestivalen 2010 uppträdde Doggelito med bidraget "Hippare Hoppare" tillsammans med gruppen Andra generationen. Bidraget framfördes gemensamt på scen vid andra deltävlingen i Sandviken men gick inte vidare.
Han medverkade även på Just D’s comebackskiva Den Feladne Länken två år senare.
År 2017 återvände Dogge till Boom Bap-världen med låtar som Kung av rap från hans senaste album Silver eller Bly, gästas av bl.a. Adam Kanyama, Gigi Hamilton, Mohombi & Janne Schaffer

### Film och TV
Han medverkade i långfilmen Förortsungar, spelade en av huvudrollerna i kortfilmen Matlust och hade även en roll som Roberto i TV-serien Talismanen 2003. År 2009 deltog han i Hjälp, jag är med i en japansk TV-show och Wipeout på Kanal 5. År 2012 medverkade han i SVT:s hundprogram Bulldogg, där barn får chans att träffa sin favorithund. Han har även synts till i den animerade serien Rosengård.
Doggelito har medverkat i ett antal reklamfilmer
År 2023 tävlade han i TV-programmet Underdogs på SVT.

## Diskografi
Soloalbum
- 2007 – Superclasico
- 2011 – Större än någonsin
- 2012 – Första blatten på månen
- 2018 – Silver eller bly
- 2021 – Solnedgång
- 2021 – Fågelfenix
- 2023 – Allt har sin tid
- 2023 – Samma Samma
- 2023 – Inte utan mina Timbos

Soloalbum under namnet Douglas Leon
- 2019 – Drömmar om Hälsingland
- 2022 – Hovenäset

Dogge Doggelito och Rasmus Gozzi
- 2017 – Bäzta

Dogge Doggelito & Vito Eme
- 2023 – Gatan sover inte

Dogge Doggelito och Tito Pencheff
- 2023 – Ortens Raiders

Douglas Leon med Globetrotters
- 2020 – Vem Kommer Ihåg Affe?

## Filmografi (urval)
- 1993 – Rasist, javisst (dokumentär)
- 2003 – Talismanen (TV-serie)
- 2006 – Förortsungar
- 2007 – Bee Movie (röst)
- 2007 – Matlust
- 2007 – Hotell Kantarell (TV-serie)
- 2008 – Chihuahuan från Beverly Hills - Papi (svensk röst)
- 2009 – Tomtar och troll
- 2010 – Kommissarie Späck
- 2010 – Sweaty Beards
- 2011 – Rio (röst)
- 2016 – Familjen Rysberg (TV-serie)
- 2019 – Farmen VIP (TV-serie)
- 2023 – Underdogs (TV-serie)

## Källhänvisningar
1. ↑  Sveriges befolkning
2000:
Leon, Douglas Jonathan Alexander
(1975-07-24)
Försäkringskassan, uttag avseende 20001231 (2014)
2. ↑  ”Latin Kings lägger av”. Sydsvenskan. 3 maj 2007. Arkiverad från originalet den 25 juni 2007. https://web.archive.org/web/20070625210944/http://sydsvenskan.se/nojen/article236110.ece. Läst 14 februari 2010.
3. ↑  ”När jag skriver är Gud närvarande”. Dagen. 26 november 2002. Arkiverad från originalet den 23 februari 2014. https://web.archive.org/web/20140223125933/http://www.dagen.se/nyheter/-nar-jag-skriver-ar-gud-narvarande-/. Läst 5 januari 2013.
4. ↑  ”Dogge: Sverige borde vara mer som kyrkan”. Dagen. 17 juli 2012. Arkiverad från originalet den 23 februari 2014. https://web.archive.org/web/20140223130052/http://www.dagen.se/nyheter/dogge-sverige-borde-vara-mer-som-kyrkan/. Läst 5 januari 2013.
5. ↑  ”Arkiverade kopian”. Arkiverad från originalet den 23 februari 2014. https://web.archive.org/web/20140223130055/http://www.dagen.se/vardag/-helt-arligt-jag-har-lagt-allt-i-guds-hander-/. Läst 5 januari 2013.
6. ↑  UNT.se 15 november 2013: Dogge Doggelito pluggar till präst Arkiverad 22 februari 2014 hämtat från the Wayback Machine., läst 21 november 2013
7. ↑  ”30 feminister: Dogge Doggelito”. Feministiskt initiativ. 4 september 2006. http://gamla.feministisktinitiativ.se/artiklar.php?show=239. Läst 11 september 2014.
8. ↑  ”Dogge: Därför röstar jag på Kommunistiska Partiet”. Proletären. 11 september 2014. http://www.kommunisterna.org/nyheter/2014/09/dogge-rosta-pa-kommunistiska-partiet. Läst 12 september 2014.
9. ↑  ”DST - Doggelito om drogerna, c-19 & musiken”. https://www.youtube.com/watch?v=2WekypQ6Z54. Läst 11 maj 2020.
10. ↑  ”Arkiverade kopian”. Arkiverad från originalet den 26 februari 2008. https://web.archive.org/web/20080226145546/http://www.svt.se/svt/road/Classic/shared/mediacenter/index.jsp. Läst 27 februari 2008.
11. ↑  Rosengård - serien (25 november 2016). ”Rosengård - Superkebaben Del II med Dogge”. https://www.youtube.com/watch?v=qH-uJBPwKiY. Läst 28 mars 2017.
12. ↑  http://www.svd.se/dogge-doggelito-och-cykel-pa-kopet
13. ↑  http://www.resume.se/nyheter/artiklar/2015/06/10/nu-kranger-dogge-potatisgratang/
14. ↑  ”Dogge Doggelito ansiktet utåt för nya casinosidan Slotty”. Mynewsdesk. Arkiverad från originalet den 28 september 2018. https://web.archive.org/web/20180928200736/https://www.mynewsdesk.com/se/pressreleases/dogge-doggelito-ansiktet-utaat-foer-nya-casinosidan-slotty-1929412. Läst 11 maj 2017.
15. ↑  ”Dogge Doggelito väljer ABS Wheels nya vinterfälg”. Mynewsdesk. http://www.mynewsdesk.com/se/abs-wheels/pressreleases/dogge-doggelito-vaeljer-abs-wheels-nya-vinterfaelg-2722786. Läst 28 september 2018.
16. ↑  ”Dogge Doggelito och Anis Don Demina klara för SVT-programmet “Underdogs””. Kingsizemag.se. https://www.kingsizemag.se/filmtv/dogge-doggelito-och-anis-don-demina-klara-for-svt-programmet-underdogs/. Läst 12 februari 2023.